# 1938 في الولايات المتحدة
فيما يلي قوائم الأحداث التي وقعت خلال عام 1938 في الولايات المتحدة.

## أحداث
- 10 يناير – خطوط نورث ويست الجوية الرحلة 2

## سياسة

### تعيين في المنصب
- 1 يناير – توماس ادموند ديوي المدعي العام لمقاطعة نيويورك [الإنجليزية]‏.
- 1 مارس – روبرت جاكسون النائب العام للولايات المتحدة [الإنجليزية]‏.
- 24 ديسمبر – هاري هوبكنز وزير التجارة الأمريكي.

### انتهاء فترة المنصب
- 23 ديسمبر – دانيال جيم روبر وزير التجارة الأمريكي.

## ظهور
- 1 يناير – أكشن كومكس

## أفلام
من الأفلام التي صدرت هذه السنة في الولايات المتحدة:
- 1 يناير – أربع بنات من إخراج مايكل كورتيز.
- 1 يناير – الأغبياء من إخراج John G. Blystone [الإنجليزية]‏.
- 1 يناير – الإذاعة الكبيرة لعام 1938 من إخراج ميتشل ليسن [الإنجليزية]‏.
- 1 يناير – الفالس العظيم من إخراج جوسيف فون ستيرنبيرغ، فيكتور فليمنغ، جوليان دوفيفيه.
- 1 يناير – إيزابيل من إخراج ويليام وايلر.
- 1 يناير – دورية الفجر من إخراج إدموند غولدنغ [الإنجليزية]‏.
- 1 يناير – راع البقر والسيدة من إخراج ويليام وايلر، إتش س. بوتير، ستيوارت هايسلر.
- 1 يناير – طيار الاختبار من إخراج فيكتور فليمنغ.
- 1 يناير – فرقة ألكسندر لموسيقى الجاز من إخراج هنري كينغ.
- 1 يناير – كنتاكي من إخراج دايفيد باتلر، Otto Brower [الإنجليزية]‏.
- 1 يناير – لا يمكنك أن تأخذها معك من إخراج فرانك كابرا.
- 1 يناير – لو كنت ملك من إخراج فرانك لويد.
- 1 يناير – مدينة الصبيان من إخراج نورمان تاورج.
- 1 يناير – مغامرات ماركو بولو من إخراج Archie Mayo [الإنجليزية]‏، جون فورد.
- 14 مايو – مغامرات روبن هود من إخراج وليام كيلي، مايكل كورتيز.

## كتب
من الكتب التي صدرت هذه السنة في الولايات المتحدة:
- 1 يناير – الطابور الخامس والقصص التسع والأربعون الأولى من تأليف إرنست همينغوي.
- 1 يناير – الفتى والأسد من تأليف إدغار رايس بوروس.

## مواليد

### يناير
- 1 يناير – إليس جونسون رياضياتي أمريكي.
- 1 يناير – باتريك هيجينبوثام قاضي أمريكي.
- 1 يناير – سبنسر جونسون كاتب أمريكي.
- 1 يناير – فرانك لانجيلا ممثل أمريكي.
- 1 يناير – كارل بيرغ رجل أعمال من الولايات المتحدة الأمريكية.
- 2 يناير – دانا أولري عالِمة حاسوب من الولايات المتحدة الأمريكية.
- 2 يناير – لين كونواي
- 10 يناير – دونالد كانوث
- 14 يناير – جاك جونز
- 24 يناير – بيت ماكافري لاعب كرة سلة من الولايات المتحدة الأمريكية.
- 25 يناير – إيتا جيمس مغنية أمريكية.
- 27 يناير – رونالد هولمبرغ لاعب كرة مضرب أمريكي.
- 30 يناير – بول نيومان لاعب كرة سلة أمريكي.

### فبراير
- 1 فبراير – شرمن همسلي ممثل أمريكي.
- 3 فبراير – إميل غريفيث ملاكم من الولايات المتحدة الأمريكية.
- 3 فبراير – فيكتور بوونو
- 4 فبراير – جيم نيكولسون سياسي أمريكي.
- 7 فبراير – فريد لاكور لاعب كرة سلة من الولايات المتحدة الأمريكية.
- 20 فبراير – ريتشارد بييمر ممثل أمريكي.
- 22 فبراير – باري دينن ممثل أمريكي.
- 24 فبراير – جيمس فارنتينو ممثل أمريكي.
- 24 فبراير – فيل نايت رجل أعمال من الولايات المتحدة الأمريكية.

### مارس
- 5 مارس – لين مارغوليس
- 7 مارس – ديفيد بلتيمور
- 8 مارس – مالي فين مديرة تصوير من الولايات المتحدة الأمريكية.
- 11 مارس – جاكي مورلاند
- 18 مارس – تشارلي برايد
- 20 مارس – جون بارنهيل لاعب كرة سلة أمريكي.
- 21 مارس – دوغ كيستلر لاعب كرة سلة أمريكي.
- 23 مارس – ميل بيترسون لاعب كرة سلة أمريكي.

### أبريل
- 7 أبريل – جيري براون سياسي أمريكي.
- 14 أبريل – بروس ألبيرتس
- 15 أبريل – جاي غارنر عسكري من الولايات المتحدة الأمريكية.
- 20 أبريل – ستيفن بنكوفيك كيميائي أمريكي.
- 20 أبريل – مايكل غرير ممثل من الولايات المتحدة الأمريكية.
- 27 أبريل – بوب فوستر ملاكم من الولايات المتحدة الأمريكية.
- 29 أبريل – برنارد مادوف

### مايو
- 12 مايو – وانا أندرس
- 13 مايو – ليونارد باركر فيزيائي أمريكي.
- 16 مايو – إيفان سذرلاند
- 16 مايو – يوليوس باتريك سياسي من الولايات المتحدة الأمريكية.
- 17 مايو – جيسون برنارد ممثل أمريكي.
- 17 مايو – كلود جونسون ممثل أمريكي.
- 22 مايو – ريتشارد بنيامين
- 24 مايو – برادلي إيفرون
- 24 مايو – رون هورن لاعب كرة سلة من الولايات المتحدة الأمريكية.
- 24 مايو – كليو هيل لاعب كرة سلة أمريكي.
- 25 مايو – ريموند كارفر
- 28 مايو – جيري ويست
- 30 مايو – ديفيد إيرلي ممثل أمريكي.

### يونيو
- 7 يونيو – هوي كارل لاعب كرة سلة أمريكي.
- 9 يونيو – كينيث جونز
- 10 يونيو – صموئيل ك سكينر
- 16 يونيو – جويس كارول أوتس مؤلفة أمريكية.
- 17 يونيو – دونالد ديل لاعب كرة مضرب من الولايات المتحدة.
- 26 يونيو – نيل أبركرومبي سياسي أمريكي.
- 27 يونيو – بروس بابيت سياسي أمريكي.
- 28 يونيو – ليون بانيتا سياسي أمريكي.

### يوليو
- 1 يوليو – ديك روتان
- 9 يوليو – آل بتلر لاعب كرة سلة أمريكي.
- 9 يوليو – بريان دينيهي ممثل أمريكي.
- 9 يوليو – جيمس بي بولاك عالم فلك أمريكي.
- 12 يوليو – راي سكوت
- 16 مايو – يوليوس باتريك سياسي من الولايات المتحدة الأمريكية.
- 18 يوليو – يورك لارس
- 19 يوليو – فرانكلين ديلانو روزفلت الثالث اقتصادي من الولايات المتحدة الأمريكية.
- 20 يوليو – رون جونسون لاعب كرة سلة أمريكي.
- 20 يوليو – ناتالي وود ممثلة أمريكية.
- 21 يوليو – جانيت رينو
- 23 يوليو – جولييت أندرسون
- 23 يوليو – روني كوكس
- 28 يوليو – سيزار بوكاشيكا
- 30 يوليو – مايكل بيل

### أغسطس
- 2 أغسطس – بول جنكينز
- 3 أغسطس – جو روكليك لاعب كرة سلة أمريكي.
- 6 أغسطس – بول بارتل
- 6 أغسطس – بيتر بونريز ممثل أمريكي.
- 7 أغسطس – توماس كوفر
- 8 أغسطس – كوني ستيفنز
- 15 أغسطس – ستيفن براير
- 17 أغسطس – كليفلاند باكنر لاعب كرة سلة أمريكي.
- 21 أغسطس – كيني روجرز
- 22 أغسطس – فرانسيس نيل لين فيزيائي أمريكي.
- 24 أغسطس – ماسون وليامز
- 25 أغسطس – ديفيد كناري ممثل أمريكي.
- 29 أغسطس – إليوت غولد ممثل أمريكي.
- 29 أغسطس – روبرت روبين سياسي أمريكي.
- 30 أغسطس – دون بيدرو كولي ممثل أمريكي.

### سبتمبر
- 3 سبتمبر – لاري جروسمان ملحن أمريكي.
- 7 سبتمبر – رالف ديفيس لاعب كرة سلة من الولايات المتحدة الأمريكية.
- 10 سبتمبر – جيمس تريفيل فيزيائي أمريكي.
- 13 سبتمبر – تشارلز هاردنيت
- 15 سبتمبر – جيمس دبليو كريستي عالم فلك أمريكي.
- 17 سبتمبر – بول بنيديكت ممثل أمريكي.
- 21 سبتمبر – دوغ مو
- 22 سبتمبر – دين ريد
- 22 سبتمبر – والتر إي. بومر ضابط من الولايات المتحدة الأمريكية.
- 27 سبتمبر – ديفيد سوخا حكم كرة قدم من الولايات المتحدة الأمريكية.
- 28 سبتمبر – بن إي كينغ

### أكتوبر
- 9 أكتوبر – بوب سيمز لاعب كرة سلة من الولايات المتحدة الأمريكية.
- 11 أكتوبر – دارل إيمهوف لاعب كرة سلة أمريكي.
- 11 أكتوبر – لويس مولينا ملاكم من الولايات المتحدة الأمريكية.
- 12 أكتوبر – لاري سكوت
- 14 أكتوبر – فرح ديبا إمبراطورة إيران السابقة والزوجة الثالثة لشاه إيران الأسبق محمد رضا بهلوي..
- 21 أكتوبر – جيمس إي جون عالم فلك أمريكي.
- 22 أكتوبر – بوب ماكنيل لاعب كرة سلة أمريكي.
- 22 أكتوبر – كريستوفر لويد ممثل أمريكي.
- 23 أكتوبر – جون هاينز سياسي أمريكي.
- 28 أكتوبر – ديف بود لاعب كرة سلة من الولايات المتحدة الأمريكية.

### نوفمبر
- 2 نوفمبر – بات بوكانان سياسي أمريكي.
- 4 نوفمبر – إم براينت لاعب كرة سلة أمريكي.
- 5 نوفمبر – كريس روبنسون ممثل أمريكي.
- 7 نوفمبر – باري نيومان
- 8 نوفمبر – ساتش ساندرز
- 9 نوفمبر – تي-جريس أتكينسون كاتبة من الولايات المتحدة الأمريكية.
- 11 نوفمبر – نانسي أندرياسن
- 13 نوفمبر – جين سيبيرغ ممثلة أمريكية.
- 19 نوفمبر – تد تيرنر رائد أعمال من الولايات المتحدة الأمريكية.
- 19 نوفمبر – جيري فولر جيري فولر.
- 21 نوفمبر – روبرت دريفاس
- 24 نوفمبر – أوسكار روبرتسون
- 26 نوفمبر – بورتر جوس سياسي من الولايات المتحدة الأمريكية.
- 26 نوفمبر – صموئيل بودمان مهندس من الولايات المتحدة الأمريكية.

### ديسمبر
- 10 ديسمبر – كين آدمسون لاعب كرة قدم أمريكي.
- 13 ديسمبر – جوس جونسون لاعب كرة سلة أمريكي.
- 18 ديسمبر – روجر موسلي ممثل أمريكي.
- 19 ديسمبر – جاي أرنيت لاعب كرة سلة من الولايات المتحدة الأمريكية.
- 21 ديسمبر – لاري بريجمان ممثل أمريكي.
- 22 ديسمبر – بوب ويسينهاهن لاعب كرة سلة أمريكي.
- 24 ديسمبر – روبرت خان
- 29 ديسمبر – جون فويت ممثل أمريكي.

## وفيات

### يناير
- 1 يناير – أميليا إيرهارت (مواليد 1897)
- 18 يناير – موريس بلاك (مواليد 1891) ممثل أمريكي.
- 20 يناير – جون كونكل سمول (مواليد 1869) عالم نبات أمريكي.
- 26 يناير – ماثيو بتز (مواليد 1881)

### فبراير
- 21 فبراير – جورج هيل (مواليد 1868)

### مارس
- 12 مارس – هيبر مانينغ ويلز (مواليد 1859) سياسي من الولايات المتحدة الأمريكية.
- 13 مارس – كلارنس دارو (مواليد 1857) محامي من الولايات المتحدة الأمريكية.
- 17 مارس – ويليام هنري بيكرينغ (مواليد 1858) عالم فلك أمريكي.
- 21 مارس – أوسكار أبفل (مواليد 1878)
- 26 مارس – فيليس ألين (مواليد 1861) ممثلة من الولايات المتحدة الأمريكية.
- 28 مارس – إدوارد هاوس (مواليد 1858) دبلوماسي أمريكي.

### مايو
- 12 مايو – إدموند سي لينش (مواليد 1885)
- 16 مايو – جوزيف شتراوس (مواليد 1870)

### يونيو
- 14 يونيو – وليام والاس كامبل (مواليد 1862) عالم فلك أمريكي.

### يوليو
- 19 يوليو – هارفي كلارك (مواليد 1885) ممثل أمريكي.

### أغسطس
- 6 أغسطس – جوزيف جورج فايفر (مواليد 1840) سياسي أمريكي.
- 16 أغسطس – روبرت جونسون (مواليد 1911)

### سبتمبر
- 4 سبتمبر – آل إرنست غارسيا (مواليد 1887) ممثل أمريكي.
- 8 سبتمبر – ديريك نورمان ليهمر (مواليد 1867) رياضياتي أمريكي.
- 15 سبتمبر – توماس كلايتون وولف (مواليد 1900) كاتب أمريكي.
- 21 سبتمبر – أندرو أربوكل (مواليد 1887) ممثل من الولايات المتحدة الأمريكية.

### أكتوبر
- 13 أكتوبر – إلزي سيغار (مواليد 1894)

### نوفمبر
- 20 نوفمبر – إدوين هول (مواليد 1855) فيزيائي أمريكي.
- 29 نوفمبر – كاري نيلي (مواليد 1876) لاعبة كرة مضرب من الولايات المتحدة.

### ديسمبر
- 20 ديسمبر – ماتيلدا هاول (مواليد 1859) نبّآلة من الولايات المتحدة الأمريكية.
- 25 ديسمبر – ريتشارد هنري كامينغز (مواليد 1858) ممثل من الولايات المتحدة الأمريكية.